# Baie des flamboyants
Baie des flamboyants est une telenovela française d'épisodes de 26 minutes créée par Jean-Luc Azoulay et diffusée depuis le 24 septembre 2007 sur Guadeloupe 1re. À partir d'octobre 2011, le spin-off est diffusé sous le nom Les Flamboyants.
En France métropolitaine, elle est diffusée quotidiennement sur France 3 pendant l'été 2009. Elle est également diffusée sur France Ô et depuis le 13 décembre 2012 sur Numéro 23. C'est une adaptation de la telenovela mexicaine Código postal produite par Televisa (2006).

## Synopsis
Dans les décors de la Guadeloupe, sur les destins croisés de six familles et d'une romantique jeunesse née sous le soleil.
Pour les 17 ans de Cynthia, sa mère, Béatrice lui offre une journée à la plage… La jeune fille aurait rêvé d'un autre cadeau : connaître l'identité de son père… Mais sa mère est réticente : le père de Cynthia a une autre vie, une autre famille, et elle ne se sent pas le cœur de la détruire… Plus loin, sur une autre plage, Christian fête avec sa petite amie Johanna et ses copains Aurélie, Thomas, Rémy et Éloïse, l'emménagement à la Résidence des Flamboyants de leurs amis Isabelle et de Ludovic. Johanna entraîne Christian loin du groupe pour un peu d'intimité… Les jeunes s'embrassent, amoureusement , lorsque Christian aperçoit Cynthia, aux prises avec un drogué qui la brutalise. Après avoir fait fuir l'individu, Christian s'inquiète de l'état de Cynthia… Et contre toute attente… c'est le coup de foudre !
Amours impossibles, vérités cachées, histoires secrètes et bonheurs brusques… Autant de rebondissements peuplant le quotidien des résidents lumineux de la « Baie des Flamboyants ».

## Distribution

### Famille Alban
- Siegfried Ventadour : Christian Alban
- Murielle Hilaire (saison 1 et 2) puis Frankie Sibert (saison 3) : Cynthia Paoli-Alban
- Christian Augustin : Michel Alban
- Patricia Kancel (saison 1 et 2) puis Nicole Paucod (saison 3) : Marceline Alban
- Laure Guibert (saison 1) puis Sévy Villette (saison 2 et 3) : Jessica Alban
- Nathaly Coualy : Béatrice Paoli (saison 1)

### Famille Carion
- Morane Juin : Eloïse Carion
- Macha Polikarpova : Claudia Carion
- Angèle Vivier : Aurélie Carion (saison 1, saison 3)
- Élodie Gaël (saison 2) puis Myriam Dorville (saison 3) : Maureen Carion

### Famille Colona
- Sophie Berger : Ariane Colona
- Auriana Annonay : Camille Colona
- Benjamin Rovello : Rémy Colona
- David Couchet : Serge Colona
- Dylan Eloi : Jimmy Colona

### Famille Delcourt
- Anthony Le Mouroux : Raphaël Delcourt
- Renaud Denis-Jean : Thomas Delcourt
- Isabelle Kancel (Saison 1 et 2) : Irène Delcourt

### Famille Guillerme
- Laly Meignan : Frances Guillerme
- Nicole de Surmont : Marie Guillerme
- Roger Tannous : Charles Guillerme
- Yvon Pottier : Germain Guillerme
- Lukas Delcourt (saison 1) puis Franck Soyez (saison 2 et 3): Justin Guillerme

### Famille Laurent-Rose
- Émilie Minatchy : Mélanie Laurent-Rose
- Ludovic Van Dorm : Stéphane Laurent-Rose
- Ambre Lemesle : Émilie Laurent-Rose
- Luana Papa : Isabelle Laurent-Rose
- Nicolas Suret : Ludovic Laurent-Rose
- Fleurtide Basses (saisons 1 et 2) puis Christèle Gavarin-Edouard (saison 3) : Philomène Laurent-Rose
- Tanya Saint-Val : Nadine Laurent-Rose (saison 1)
- Stéphane Rivereau : Adrien Laurent-Rose (saison 1)

### Autres familles
- Cindy Minatchy : Johanna Rehal
- Lakshan Abenayake : Marc Saint-Val
- Grégory Templet : Arthur D'Anglade
- Harry Baltus (saison 1) puis Vincent Byrd Le Sage (saison 2 et 3) : Bruno D'Anglade
- Vicky Urcel (saison 1) puis Emmanuel Binga (saison 2) : Dany
- Joëlle Castela (saison 1) puis Sophie Chandor (saison 2) puis Laurène Chavanne (saison 3) : Chloé
- Jessy Atty (saison 1) puis Murielle Bedot (saison 2) : Alexia de Berville
- Sébastien Roch : Julien Moreau (saison 1)
- Yna Boulangé : Paula (saison 1)
- Noella Coco : Roxy (saison 1)
- Mélodie Fiesque : Daphné (saison 1)
- Les Déesses : Elles-mêmes (saison 1)
- Lynnsha : Elle-même (saison 1)
- Vicky Jean-Louis : Vicky (saison 2 et 3)
- Manon Monar : Zoé (saison 2-)
- Greg Germain : Alain Delcassi (saison 2)
- Darkman : Colorado (saison 2)
- Amandine Clearc'h : Marine (saison 2)
- Eddie Arnell : Détective Robert (saison 2)
- Raphael Citadelle-Moustache : Philippe (saison 2)
- Joël Jernidier : Victor (saison 1 et 2)
- Philippe Calodat : Le prof école d'aveugles (saison 2)
- Mike Putola : Augustin (saison 2)
- Martine Zorobabel : Mme Darrieux (saison 2)
- Mickael Blameble : Notaire (saison 2)
- Arsène Ghougassian : Le lieutenant Travisan (saison 2)
- Gérard Espinasse : Le psy (saison 2)
- Gunther Germain : Le commissaire Favier (saison 2)
- Salah Safsaf : Cordier, comptable (saison 2)
- Bernard Verrax : Le chef d'atelier (saison 2)
- Marie-Jo Hell : Le docteur (saison 2)
- Benoit Solès : Fabrice Denton (saison 3)
- Karim Bagou : Maximilien « Max » Romero (saison 3)
- Bogusia Domski : Halina (saison 3)
- Hannane Arout : Margot (saison 3)
- Daniel Bilong : David / Alain (saison 3)
- Marie-Noëlle Eusèbe : Sarah Azoury (saison 3)
- Fabien Gravillon : Fabien (saison 3)

## Commentaires
Créée par Jean-François Porry, alias Jean-Luc Azoulay (auteur-producteur de séries comme Premiers Baisers ou Hélène et les Garçons), coproduit par JLA Production, RFO et France Ô, ce feuilleton est une adaptation de la telenovela mexicaine Código postal. Devant son succès, quelques polémiques sont apparues dès la diffusion de la première saison, notamment sur le faible nombre d'acteurs et d'actrices noirs par rapport au grand nombre d'acteurs et d'actrices blancs ; d'ailleurs, la série a eu le surnom de « baie des blanboyants », d'aucuns estimant que la série ne représente pas de façon culturelle et surtout de manière ethnique la Guadeloupe telle qu'elle est. Mais RFO se félicite de ce succès avec une part de marché de 61 % en Guadeloupe, et de 39 % à La Réunion (chiffres de novembre 2007).
Ce feuilleton est tourné en Guadeloupe et la distribution compte de nombreux comédiens recrutés par audition en Guadeloupe ou dans les DOM, ainsi que quelques anciens acteurs d'AB Productions comme Sébastien Roch (Hélène et les Garçons, Les Vacances de l'amour), Laly Meignan et Laure Guibert (Hélène et les Garçons, Le Miracle de l'amour, Les Vacances de l'amour), Ludovic Van Dorm, Lakshantha Abenayake (Les Vacances de l'amour) ou Magalie Madison (Premiers Baisers). Le téléspectateur retrouve également au casting quelques anciens candidats de Star Academy comme Lukas Delcourt (de la 3e saison) ou Émilie Minatchy (de la 5e saison).
Après sa diffusion sur Guadeloupe 1re en septembre 2007, ce feuilleton est de retour sur IDF1 et France Ô. La société mexicaine Televisa a annoncé lors du MIPTV à Cannes que la Baie des flamboyants aurait droit à 100 heures supplémentaires dont le tournage devrait débuter à l'été 2008.